# Baie de Wilhelmine
Pour les articles homonymes, voir Wilhelmine.
La baie de Wilhelmine (en anglais : Wilhelmina Bay) est une baie de la péninsule antarctique. Profonde de 24 kilomètres elle se situe sur la côte de Danco de la Terre de Graham . Elle s'ouvre sur le détroit de Gerlache face l'île Brabant. Découverte par l’Expédition antarctique belge (1897-1899) commandée par Adrien de Gerlache, elle a été nommée en l’honneur de Wilhelmine d'Orange-Nassau, reine des Pays-Bas de 1890 à 1948.

La baie de Wilhelmine est surnommée «Whale-mina Bay»en raison du grand nombre de baleines à bosse que l'on y rencontre au cours de l'été austral. Il n'est pas rare d'en observer plusieurs dizaines en même temps. Les cétacés se gavent de krill avant d'entreprendre leur longue migration pendant l'hiver vers les eaux chaudes tropicales et subtropicales où ils s'accouplent et où les femelles accouchent et allaitent leurs petits. 

C'est une destination populaire pour les navires d'expédition polaire touristique en Antarctique grâce à sa population abondante de baleines et à ses paysages spectaculaires. La baie est entourée de falaises abruptes pleines de neige et de glaciers. Un pic presque parfait en forme de pyramide surplombe l'eau.

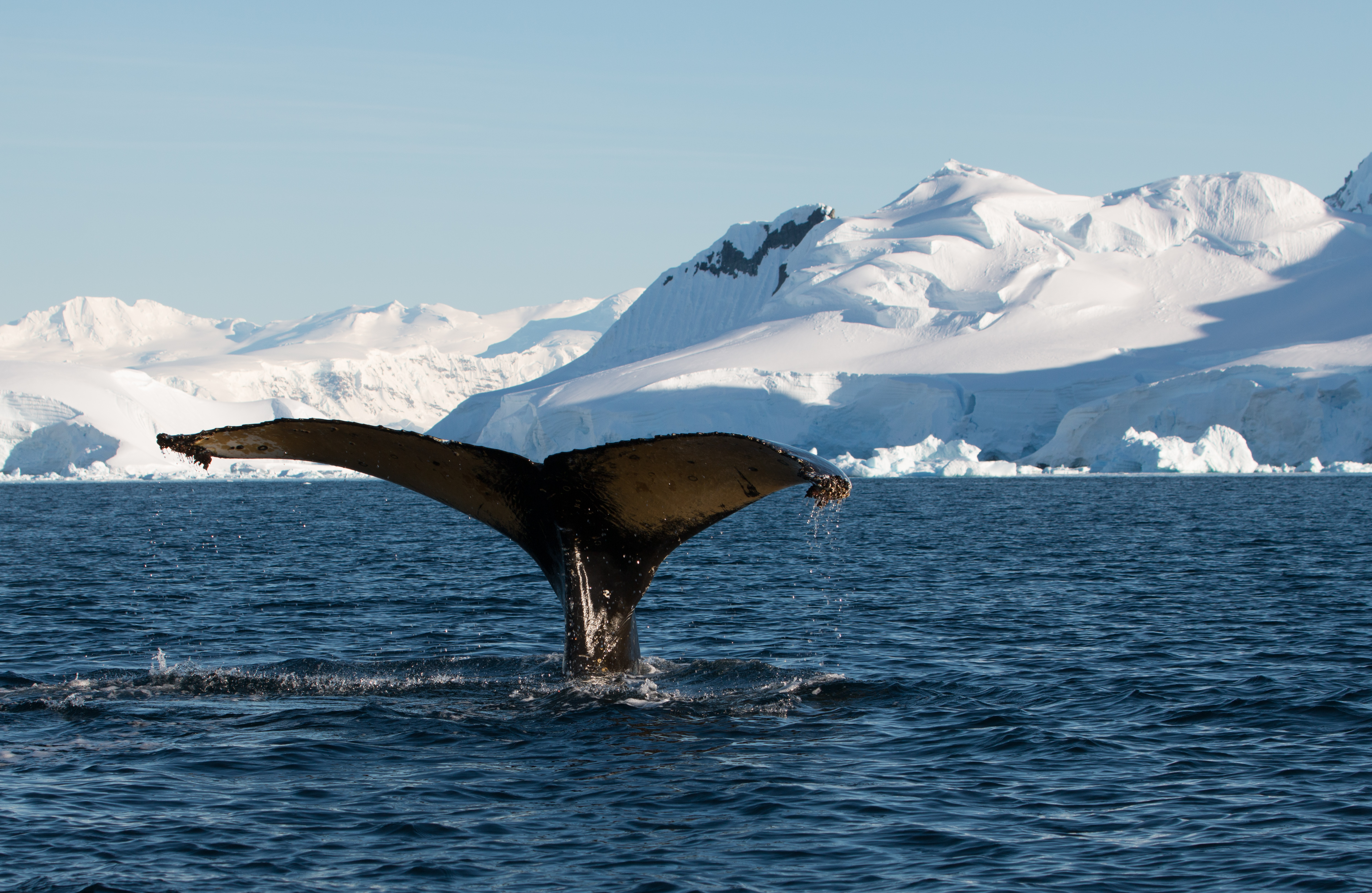
Une baleine à bosse sondant dans la baie de Wilhelmine
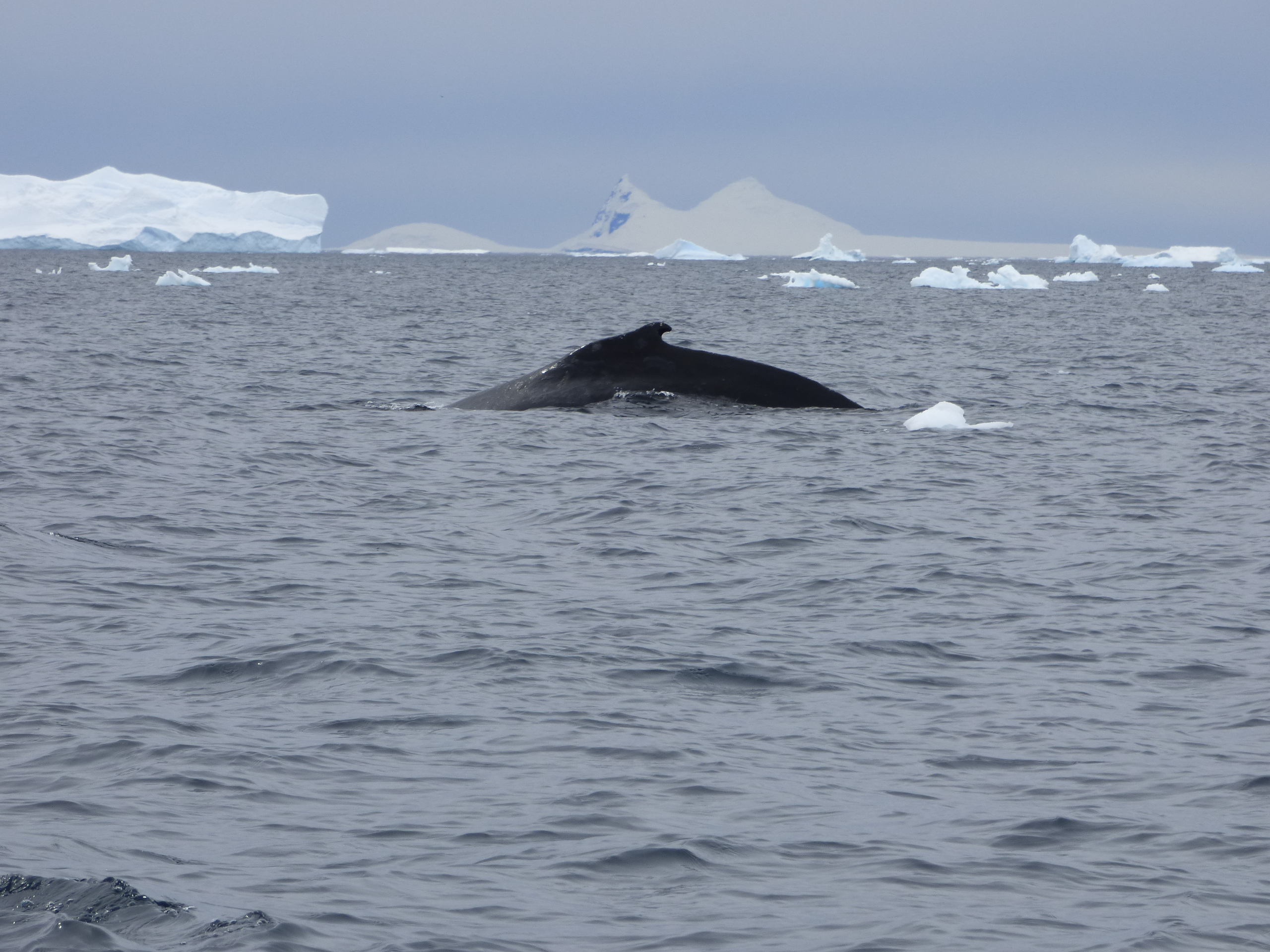
Baleine s'apprêtant à sonder dans la baie de Wilhelmine
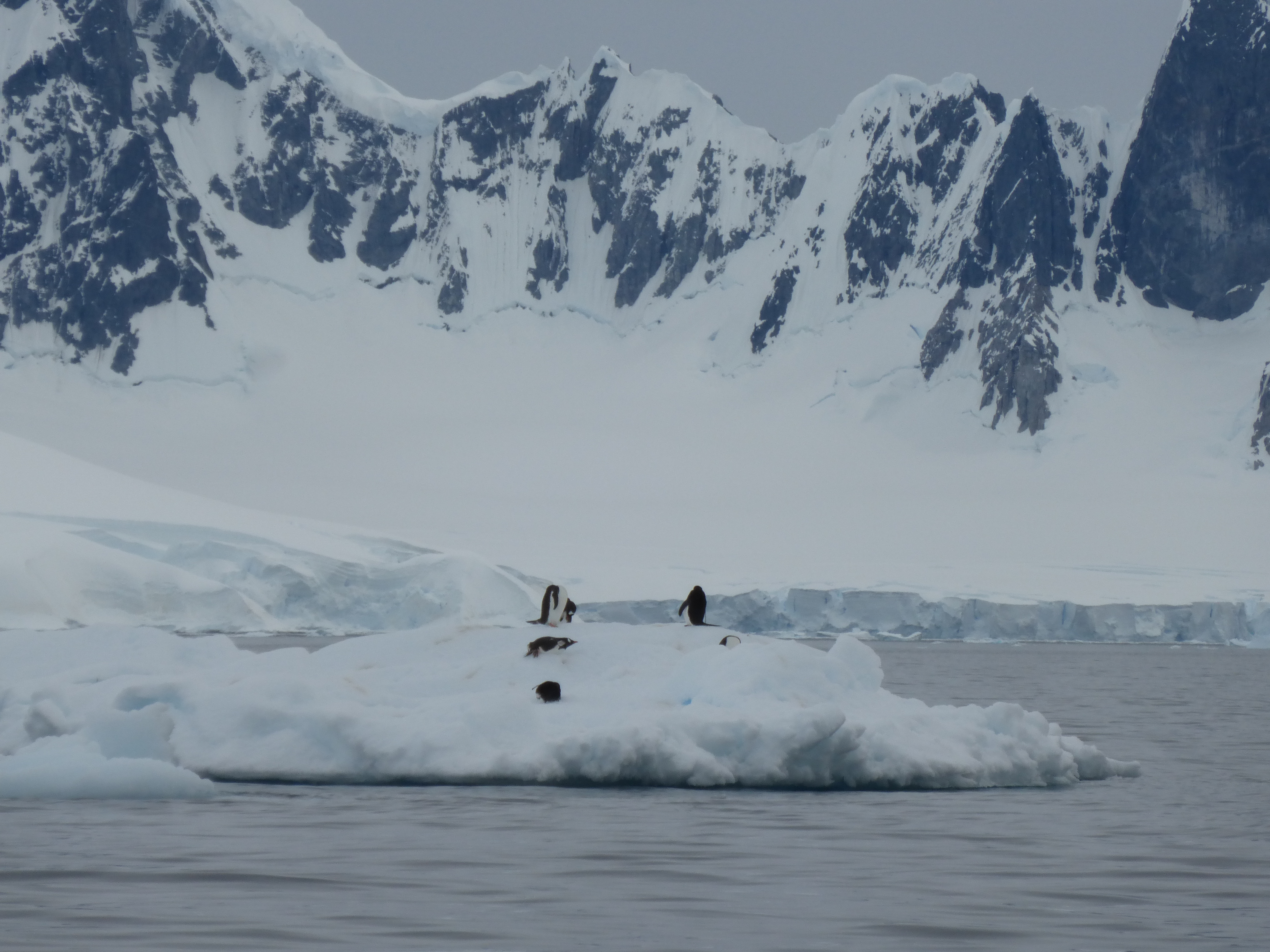
Manchots sur un bloc de glace dérivant dans la baie de Wilhelmine
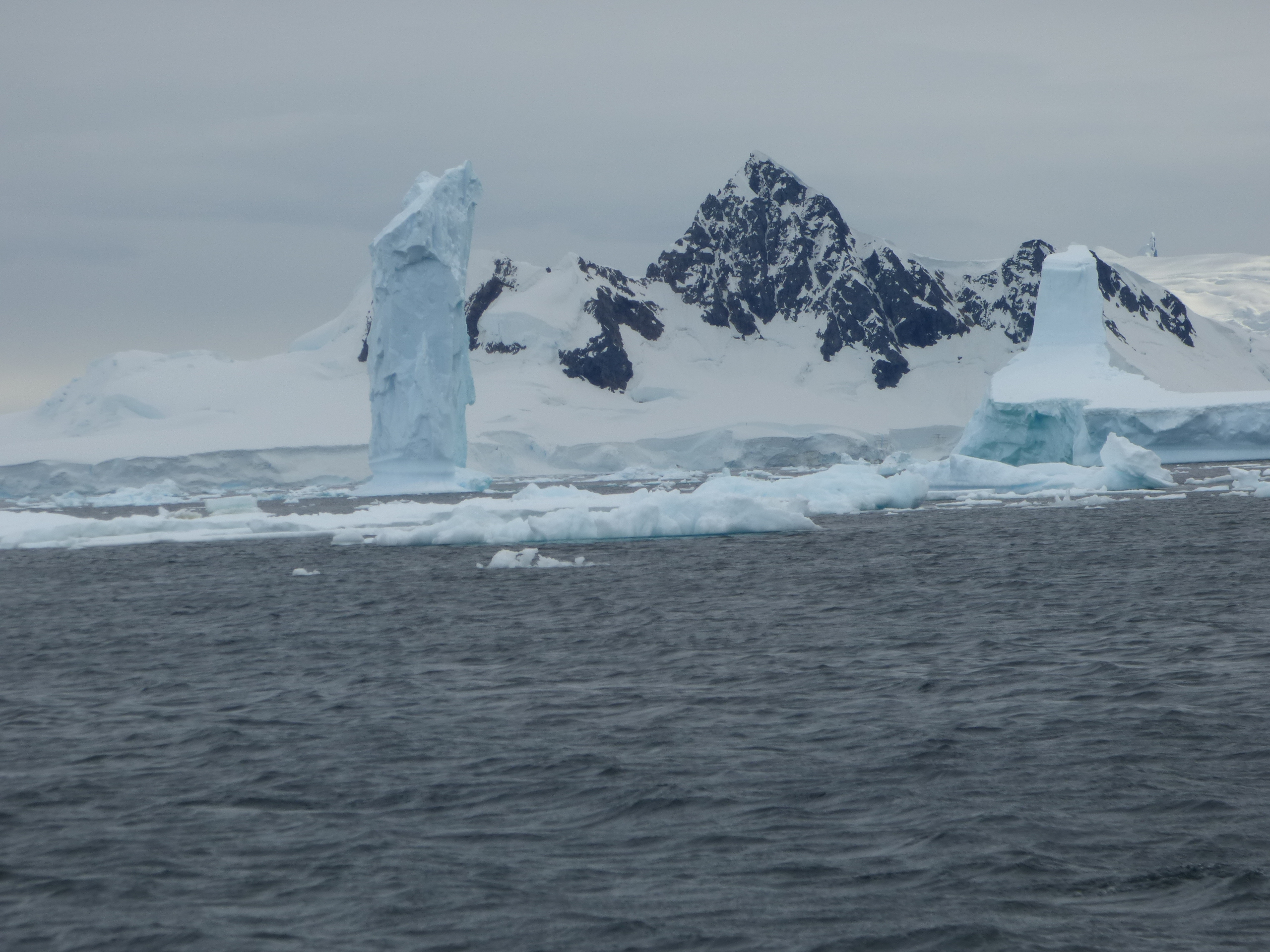
Icebergs dans la baie de Wilhelmine
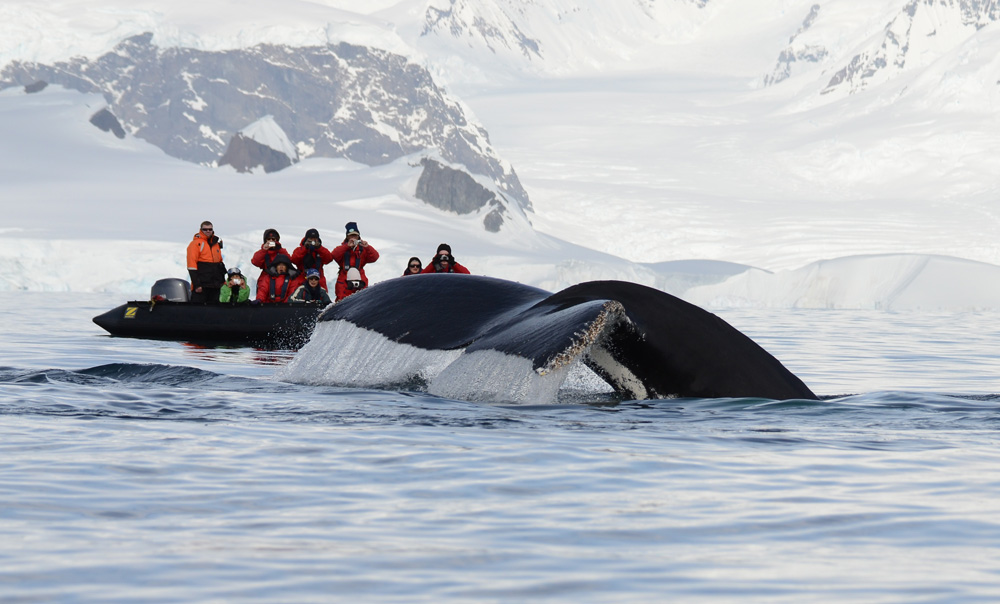
Touristes observant une baleine à bosse en train de sonder dans la baie de Wilhelmine